# Ниназу
Ниназу (шум. «госпожа-знание», либо «познаю воду») — шумерское божество.

## Описание
Ниназу — хтоническое божество подземного царства, также являлся богом исцеления и омоложения, его символ — змея (его сын, Нингишзида, имел своим символом посох, обвитый двумя змеями стал символом врачебного дела той культуры, который позднее, трансформировавшись в посох Асклепия, а значительно позднее и в виде кадуцея стал символом медицины во всём мире). Вдобавок, в образе Ниназу просматриваются и военные черты — считалось, что на пару со своим братом Нергалом он способен карать врагов Шумера. По одной версии являлся сыном Энки и Эрешкигаль, по другой — Энлиля и Нинлиль, брат Нинурты и Нергала. Согласно легенде, вместе с Нинмидой принёс на шумерскую землю посевной ячмень, бобы и многие другие культуры, до этого местные жители занимались собирательством.
Учитывая обрывочный характер многих легенд, допускающий их свободное толкование, помимо двух версий происхождения Ниназу существуют различные легенды, не укладывающиеся в один или оба варианта. Например, одно из преданий упоминает его, как супруга Эрешкигаль. Ещё одна легенда говорит о том, что Ниназу по просьбе Эрешкигаль, представленной в легенде, как его мать, освободил пленника по имени Даму из подземного царства, но сделал его своим служителем.

## История поклонения
Особо почитался в городах Эшнуннана севере Шумера и Энего на юге во время третьей династии Ура. Согласно законам Хаммурапи, подношение даров этому богу было обязательным. Жрецы Ниназу носили имя «Ур-Ниназу» (буквальный перевод — «почитатель бога Ниназу»). В городе Ур ежегодно проводился праздник в его честь, на котором приносились жертвы в честь умерших царей и жрецов.